# Wealthy beggar
Wealthy Beggar is een rock/pop band uit Tilburg. Wealthy Beggar wordt opgericht door Derrick Skyvan  en Tom Sikkers, nadat Tom is uitgespeeld bij Brotherhood Foundation. Samen beginnen ze songs te schrijven en ontstaat de naam Wealthy Beggar. Niet veel later brengen de twee heren hun eerste demo uit en snel wordt die demo verkozen tot demo van de maand in het magazine FRET, waarna een track verschijnt op de eerste Demontage CD behorende bij dit blad. Het begint tot de twee door te dringen dat ze als band worden gezien, terwijl ze die nog niet hebben. Om die reden worden Jordi Nieuwenburg, Neelz Verweij en Woody Schillebeeckx erbij gehaald.
In 2001 tekent Wealthy Beggar bij platenmaatschappij PIAS. Bij dat platenlabel brengt de band in 2003 de EP "Selling the Vibe" uit. Deze EP krijgt positieve kritieken. Zelden was een nieuwe Nederlandse band zo vaak te horen op 3FM, aldus de band zelf. In 2004 is het tijd voor een eerste echte album: "Roxxx in the disco". De eerste single Reminder loopt goed en mag zich een bescheiden hitje noemen.
In 2004 mag Wealthy Beggar ook nog op Pinkpop spelen. Daar speelt het als vervanger voor Lostprophets. 
In dat jaar gaan Woody Schillebeeckx en Wealthy Beggar ook uit elkaar. Vervanger voor hem is Iwan Wijnen. In 2005 is Wealthy Beggar in de studio om zijn tweede album op te nemen. Ook merkt de band dat de samenwerking met Iwan Wijnen geen vruchtbare samenwerking is. Woody Schillebeeckx komt weer terug.
Met Green Lizard en Krezip doet Wealthy beggar in begin 2005 het eenmalige project The Original Soundtrack.
In de zomer van 2005 komt het nieuws dat Wealthy Beggar uit elkaar gaat. Ze konden het niet eens worden over de stijl van het nieuwe album. Op 23 september geeft het een afscheidsoptreden in podium 013 in Tilburg.
Derrick Skyvan vervolgt zijn muzikale loopbaan in The Dearhunter. Tom Sikkers richt in 2008 de band Daybroke op. Jordi Nieuwenburg speelt momenteel gitaar bij Jaya the Cat.

## Huidige leden
- Woody Schillebeeckx (drums)
- Jordi Nieuwenburg (gitaar)
- Neelz Verweij (bas/achtergrondzang)
- Derrick Skyvan (zang)
- Tom Sikkers (gitaar/achtergrondzang )

## Discografie
- Roxxx in the Disco (2004) - PIAS
- Selling the Vibe (2003) - PIAS
- Cursing At Biology (2000) - Eigen beheer
- Muzak For The Mindless (1999) - Eigen beheer